# Edward Maczuga
Edward Maczuga – polski bokser.
Reprezentował Stal Rzeszów. Podczas mistrzostw Polski w boksie w 1981, rozgrywanych w marcu tego roku w Zabrzu zdobył brązowy medal w wadze koguciej (do 54 kg) po tym, jak w półfinale uległ Sławomirowi Zapartowi.
W ramach plebiscytu na najpopularniejszego sportowca Polski południowo-wschodniej, organizowanego przez dziennik „Nowiny”, otrzymał tytuł honorowego sportowca roku 1985.